# Michaelerberg-Pruggern
Michaelerberg-Pruggern osztrák község Stájerország Liezeni járásában. 2017 januárjában 1174 lakosa volt.

## Elhelyezkedése

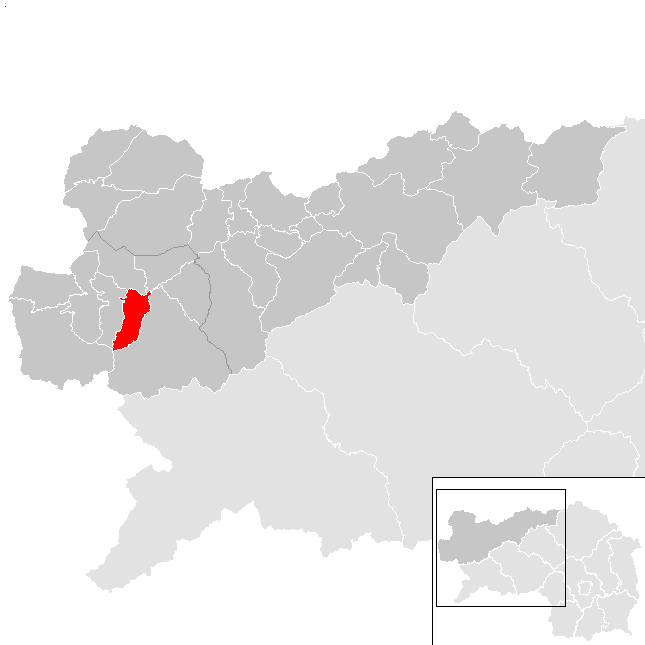
Michaelerberg-Pruggern a Liezeni járásban

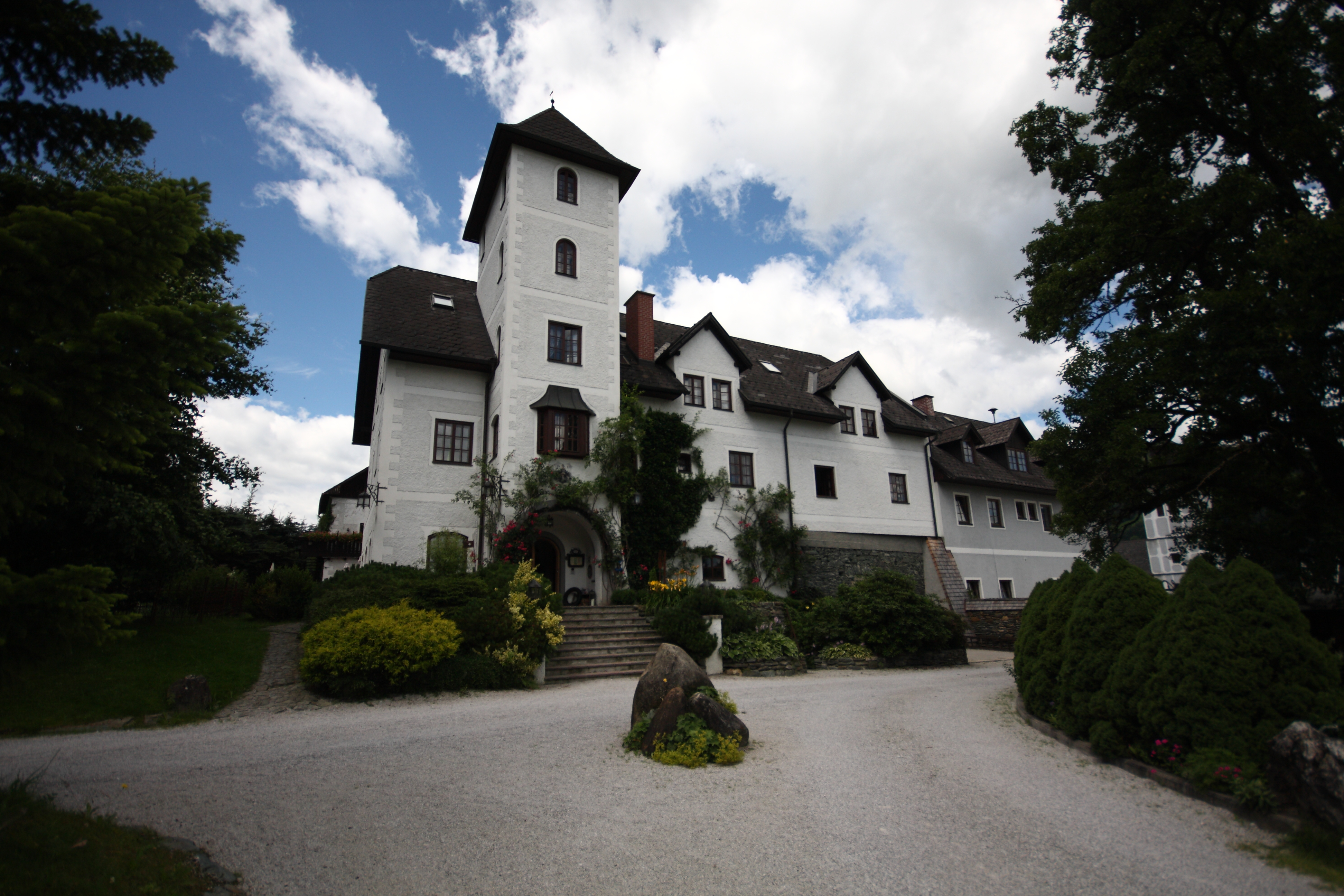
A Thanegg-kastély

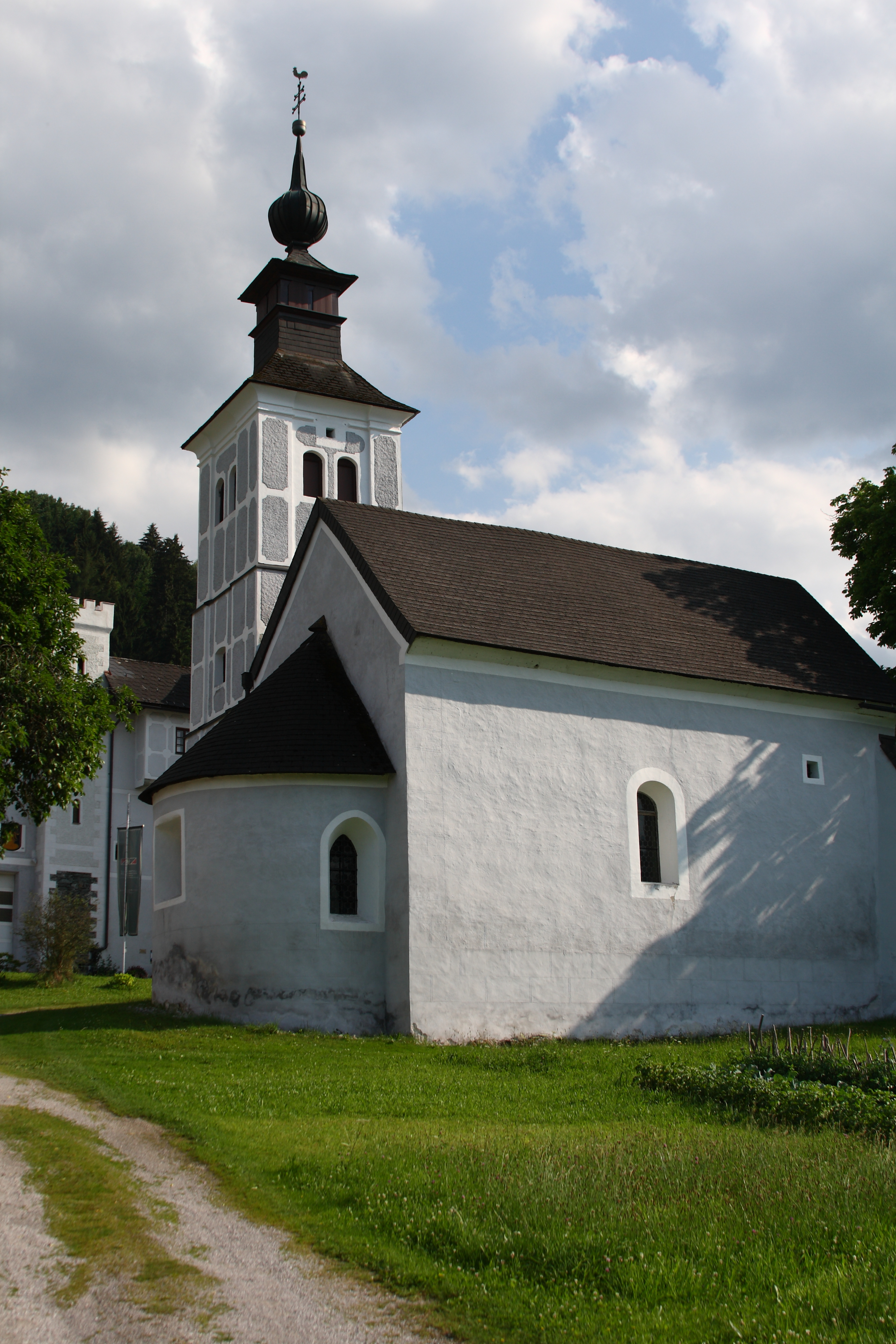
A Szt. Mihály-templom

Michaelerberg-Pruggern Felső-Stájerország északnyugati részén fekszik, az Enns mentén, ahol a Sattentalbach a folyóba torkollik. Dél felől az Alacsony-Tauern hegységrendszerhez tartozó Schladmingi-Tauern, északról a Dachsteinhez tartozó Kemet-hegység határolja. Legmagasabb pontja a 2747 m-es Hochwildstelle. A település a Gröbmingi kirendeltség (járás alatti közigazgatási egység; az utolsó ilyen Ausztriában) része. Az önkormányzat két települést egyesít: Michaelerberg (413 lakos) és Pruggern (732 lakos). 
A környező önkormányzatok: északra Gröbming, északkeletre Mitterberg-Sankt Martin, keletre Sölk, nyugatra Aich.

## Története
Pruggern régóta fontos átkelőhely az Ennsen, nevét is hídjáról (Brücke) kapta. A híd már a középkorban is nagy jelentőségű volt és a falu az egyetlen volt Admont és Schladming között, amely a folyó mindkét partján terült el. A települést feltehetően a 9. században alapították, amikor a bajorok nagy számban költöztek az Enns-völgybe. Első írásos említése 1074-ből, az admonti kolostor alapítóleveléből származik. 
A községi tanács 1850-ben alakult meg, a bécsi polgári forradalom és a feudális birtokok eltörlése után. Miután Ausztria 1938-ban csatlakozott a Német Birodalomhoz, Pruggern a Stájerországi reichsgau része volt. A második világháború után a brit megszállási zónába került. 
Michaelerberg-Pruggern önkormányzata a 2015-ös stájerországi közigazgatási reform során jött létre Michelerberg és Pruggern községek egyesülésével. 

## Lakosság
A Michaelerberg-Pruggern-i önkormányzat terület 2017 januárjában 1174 fő élt. A lakosságszám 1961 óta 1150-1260 között ingadozik. 2015-ben a helybeliek 91%-a volt osztrák állampolgár; a külföldiek közül 2,5% a régi (2004 előtti), 5,4% az új EU-tagállamokból érkezett. 2001-ben Pruggernben a lakosok 77%-a (Michaelerbergben 63,9%) római katolikusnak, 19,5% (34%) evangélikusnak, 1,8% mohamedánnak, 1,4% (1,9%) pedig felekezet nélkülinek vallotta magát. Ugyanekkor 1 magyar élt Michaelerbergben. 

## Látnivalók
- Michaelerberg Szt. Mihály-temploma
- a michaelerbergi Thannegg (vagy Moosheim)-kastélyt a 12. században említik először. A 20. századra romossá vált, köveit útépítésre használták. 1984-ben a lakhatatlan romokat magánbefektetők vásárolták meg és kastélyszállóvá alakították.
- a pruggerni Szentháromság-kápolna
- a galtersbergi síközpont
- a környező hegyekben túrázni lehet, a Sattenbachtal felső szakasza a Bodensee–Sattenbachtal természetvédelmi terület része

## Fordítás
- Ez a szócikk részben vagy egészben  a   Michaelerberg-Pruggern című német Wikipédia-szócikk ezen változatának fordításán alapul.  Az eredeti cikk szerkesztőit annak laptörténete sorolja fel. Ez a jelzés csupán a megfogalmazás eredetét és a szerzői jogokat jelzi, nem szolgál a cikkben szereplő információk forrásmegjelöléseként.